# KT Tunstall
Кейт «KT» Виктория Танстолл (родилась 23 июня 1975) — певица и композитор из города Сент-Андрус, Шотландия, Великобритания.

## Биография
Танстолл родилась в Эдинбурге и была вскоре удочерена. «KT» — это аббревиатура из инициалов от полного имени — Кейт Танстолл. Её отец физик, а мать — школьная учительница. У Кейт также есть старший брат Джо и младший брат по имени Дениэл.

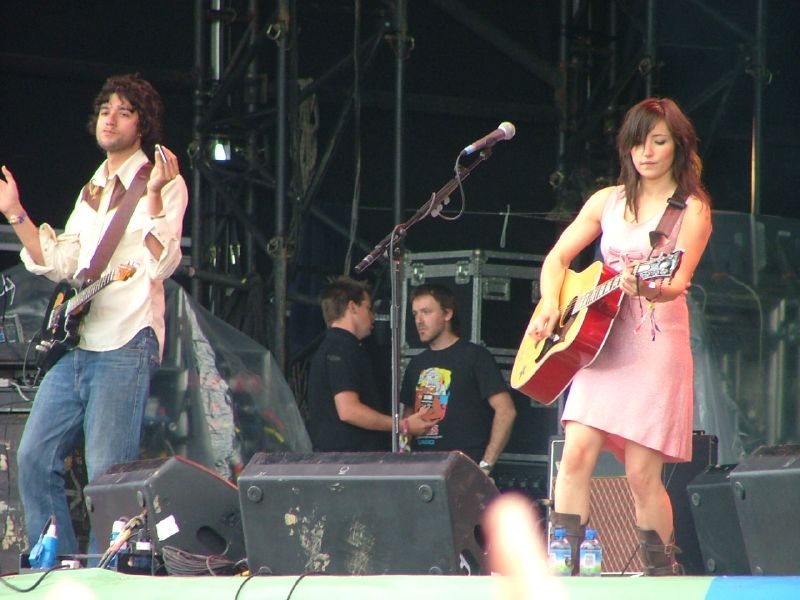
KT Tunstall на фестивале Гластонбери

## Карьера
Приемные родители Кейти не одобряли её увлечение музыкой, но из выпускного класса она попала на подготовительный курс института в Коннектикуте и здесь оказалась среди хиппи, с гитарой. Вернувшись в Шотландию (поклонницей Джони Митчелл и Пи Джей Харви), она начала выступать в кофейнях и барах. Заметивший дебютантку музыкант и продюсер Кевин Андерсон пригласил её в свой Skuobhie Dubh Orchestra, хиппиозный фолк-коллектив, базировавшийся в малообитаемой шотландской местности. Некоторое время спустя певица отправилась в Эдинбург, где экспериментировала с разными стилями (в составе Red Light Stilus, Tamoko, Elias Drew), а в 2001 году перебралась в Лондон. Три года спустя она получила контракт с Relentless Records, где и вышел её дебютный альбом Eye To The Telescope, записанный продюсером Стивом Осборном. Совершенно случайно Кейти оказалась на сцене телепрограммы Джулза Холланда и произвела с песней «The Black Horse and the Cherry Tree» фурор. Дебютный альбом стал подниматься в чартах и за последующие три года разошёлся 4-миллионным тиражом. Танстолл получила две престижные номинации («Грэмми» — за лучший женский вокал и Mercury Music Prize — за лучший альбом года) и две награды: BRITs Award («Британская певица года») и Ivor Novello («Suddenly I See», песня года).
В сентябре 2007 года вышел третий альбом Кейти Танстолл Drastic Fantastic, удостоившийся восторженных рецензий в основных музыкальных изданиях.
В том же году Кейт приняла участие в записи песни Under the Moonlight для альбома The Boy with No Name именитой шотландской группы Travis.

## Имя
Когда Ken Bruce в интервью BBC Radio 2 перед BRIT Awards 2006 спросил KT про её ник-нейм, она сказала, что это просто аббревиатура из инициалов её настоящего имени Кейт Танстолл. В студенчестве, обучаясь в университете Лондона Royal Holloway, она играла в студенческом баре на акустической гитаре под именем «Кейти».
В интервью XM Satellite Radio в 2006 она призналась, что это PJ Harvey стала для неё примером сократить имя до аббревиатуры.

## Личная жизнь
С 2008 по 2013 год КТ была замужем за ударником Люком Балленом (род.1973).

## Дискография

### Альбомы
- 2004: Eye to the Telescope
- 2006: KT Tunstall’s Acoustic Extravaganza
- 2007: Drastic Fantastic
- 2010: Tiger Suit
- 2013: Invisible Empire // Crescent Moon
- 2016: KIN
- 2018: Wax

### Синглы и EP
| Дата релиза (UK) | Название                          | Альбом               | Позиция в чартах | Позиция в чартах | Позиция в чартах | Позиция в чартах | Позиция в чартах  | Позиция в чартах | Позиция в чартах    |
| Дата релиза (UK) | Название                          | Альбом               | UK               | U.S.             | U.S. Pop         | U.S. AC          | U.S. Adult Top 40 | U.S. Digital     | Canadian BDS Charts |
| ---------------- | --------------------------------- | -------------------- | ---------------- | ---------------- | ---------------- | ---------------- | ----------------- | ---------------- | ------------------- |
| 1 марта 2004     | «Throw Me a Rope»                 | False Alarm          | -                | -                | -                | -                | -                 | -                | -                   |
| 11 октября 2004  | «False Alarm» (EP)                | Eye to the Telescope | -                | -                | -                | -                | -                 | -                | -                   |
| 21 февраля 2005  | «Black Horse and the Cherry Tree» | Eye to the Telescope | 28               | 20               | 22               | 4                | 1                 | 9                | 22                  |
| 9 мая 2005       | «Other Side of the World»         | Eye to the Telescope | 13               | -                | -                | -                | -                 | -                | -                   |
| 29 августа 2005  | «Suddenly I See»                  | Eye to the Telescope | 12               | 45               | 53               | 30               | 8                 | 34               | 33                  |
| 5 декабря 2005   | «Under the Weather»               | Eye to the Telescope | 39               | -                | -                | -                | -                 | -                | -                   |
| 13 марта 2006    | «Another Place to Fall»           | Eye to the Telescope | 52               | -                | -                | -                | -                 | -                | -                   |
| 8 апреля 2011    | «The Scarlet Tulip EP»            | The Scarlet Tulip EP | -                | -                | -                | -                | -                 | -                | -                   |